# هز وسط البلد (فلم)
هز وسط البلد هو فيلم مصري أنتاج 2014 تدور احداثه خلال ثمان ساعات في منطقة وسط البلد بالقاهرة، مُستعرضًا الشخصيات المختلفة التي تتواجد في منطقة وسط البلد وبعض مشاكل المجتمع مثل مشكلة البطالة التي توجد بشكل كبير في مصر وأيضا مشكلة الغلاء المتزايد، وظاهرة الباعة الجائلين وغيرهم.

## بطولة
| - إلهام شاهين - زينة - حورية فرغلي - فتحي عبد الوهاب - منذر رياحنة - كريم كوجاك - محمود قابيل | - هياتم - علاء زينهم - تامر عبد المنعم - لطفي لبيب - علي حسنين - عمر حسن يوسف - أمير شاهين | - رامي غيط - أنوشكا - مصطفى درويش - ليلى عز العرب - حمدى ندا - مجدي علي |